# Море внутри
«Море внутри» (исп. Mar adentro) — фильм Алехандро Аменабара. Основанный на реальных событиях рассказ о двух последних годах жизни галисийца Рамона Сампедро, в течение почти 30 лет боровшегося за право на собственную эвтаназию. Название фильма — слова из одноимённого стихотворения, написанного главным героем и включённого в его книгу «Письма из ада» (Cartas desde el Infierno). 
 Обладатель премий «Оскар», «Золотой глобус», «Гойя» и других.

## Сюжет
Фильм рассказывает о жизни парализованного испанца Рамона Сампедро (Бардем). Рамон решает умереть, и нанимает адвоката — Хулию (Руэда). Та сочувствует Рамону и пытается добиться для Рамона разрешения на эвтаназию. Однажды в дом Рамона случайно заходит Роза (Дуэньяс) и беседует с ним. В дальнейшем Роза и Хулия составляют ближайшее дружеское окружение Рамона.
По-разному относятся к решению Рамона умереть члены его семьи: отец, брат, жена брата и племянник. Кто-то говорит, что это слабость, кто-то считает, что Рамон имеет право выбора. Фильм освещает и отношение церкви к решению Рамона.
После нескольких встреч Рамон влюбляется в Хулию, но она страдает неизлечимым заболеванием и после инсульта теряет способность самостоятельно передвигаться. Они вместе решают покончить жизнь самоубийством, как только выйдет первый экземпляр книги со стихами Рамона под названием «Письма из ада». Однако Хулия оказывается не готова на этот шаг.
Роза всеми силами пытается вызвать в Рамоне желание жить, но её собственная жизнь далеко не прекрасна. В ходе бесед с ней Рамон оказывает ей мощную моральную поддержку. Роза влюбляется в Рамона, но он убеждает её, что тот, кто его действительно любит, поможет ему умереть.
На суде Рамону отказывают в праве на добровольную смерть. Тогда именно Роза, поняв его, помогает устроить самоубийство. Рамон выпивает раствор цианистого калия через трубочку, дабы судьи не винили никого в его смерти. Рамон, несмотря на желание смерти, раскрывает своим друзьям и близким ценность и смысл жизни.
Состояние Хулии продолжает ухудшаться. Когда ей сообщают, что Рамон оставил ей письма, она уже не может вспомнить этого человека.

## В ролях
| Актёр          | Роль                        |
| -------------- | --------------------------- |
| Хавьер Бардем  | Рамон Сампедро              |
| Сельсо Бугальо | Хосе Сампедро (брат Рамона) |
| Мабель Ривера  | Мануэла (жена брата)        |
| Тамар Новас    | Хави (племянник Рамона)     |
| Хоан Далмау    | Хоакин (отец Рамона и Хосе) |

| Актёр                  | Роль                        |
| ---------------------- | --------------------------- |
| Белен Руэда            | Хулия                       |
| Альберто Хименес       | Херман (муж Хулии)          |
| Лола Дуэньяс           | Роза                        |
| Николас Фернандес Луна | Кристиан (старший сын Розы) |
| Рауль Лависьер         | Самуэль (младший сын Розы)  |
| Клара Сегура           | Жене                        |
| Франсеск Гарридо       | Марк (муж Жене)             |

| Актёр                        | Роль             |
| ---------------------------- | ---------------- |
| Хосе Мария Поу               | падре Франсиско  |
| Альберо Амарилья             | брат Андрес      |
| Андреа Оккипинти             | Сантьяго         |
| Федерико Перес Рей           | водитель         |
| Хосе Мануэль Ольвейра «Пико» | первый судья     |
| Сесар Камбейро               | второй судья     |
| Хосе Мануэль Эсперанте       | журналист        |
| Йоланда Муиньос              | журналистка      |
| Хосе Луис Родригес           | ведущий          |
| Хуан Мануэль Видаль          | друг Рамона      |
| Марта Ларральде              | девушка на пляже |

## Награды и номинации
Фильм «Море внутри» получил много наград, в том числе Оскар в 2004 году в номинации «Лучший иностранный фильм», Золотой глобус в 2004 в номинации «Лучший фильм на иностранном языке», 14 премий Гойя.
- Премия Американской киноакадемии (Оскар):
  - Лучший фильм на иностранном языке (награждён)
  - Лучший грим (Джо Аллен и Маноло Гарсия, номинация)

- Премия Европейской киноакадемии (Феликс):
  - Лучший актёр (Хавьер Бардем, награждён)
  - Лучший оператор (Хавьер Агирресаробе, номинация)
  - Лучший режиссёр (Алехандро Аменабар, награждён)
  - Лучший фильм (номинация)
  - Лучший сценарист (Алехандро Аменабар и Матео Хиль, номинация)

- Венецианский кинофестиваль:
  - Большой специальный приз жюри (Алехандро Аменабар, награждён)
  - Золотой лев (номинация)
  - Кубок Вольпи за лучшую мужскую роль (Хавьер Бардем, награждён)
  - Лучший международный фильм (награждён)

- Премия Гойя:
  - Лучший фильм (награждён)
  - Лучший режиссёр (Алехандро Аменабар, награждён)
  - Лучший актёр (Хавьер Бардем, награждён)
  - Лучшая актриса (Лола Дуэньяс, награждена)
  - Лучший актёр второго плана (Сельсо Бугальо, награждён)
  - Лучшая актриса второго плана (Мабель Ривера, награждена)
  - Лучший актёрский дебют в мужской роли (Тамар Новас, награждён)
  - Лучший актёрский дебют в женской роли (Белен Руэда, награждена)
  - Лучшая операторская работа (Хавьер Агирресаробе, награждён)
  - Лучший грим (Джо Аллен, Ана Лопес Пучсервер, Мара Кольясо, Маноло Гарсия, награждены)
  - Лучшая оригинальная музыка к фильму (Алехандро Аменабар, награждён)
  - Лучший художник (Бенхамин Фернандес, номинация)
  - Лучший продюсер (Эмильяно Отеги, награждён)
  - Лучший оригинальный сценарий (Алехандро Аменабар и Матео Хиль, награждены)
  - Лучший звук (Хуан Ферро, Альфонсо Рапосо, Мария Стейнберг, Рикардо Стейнберг, награждены)

- Золотой глобус:
  - Лучший актёр (кинодрама) (Хавьер Бардем, номинация)
  - Лучший фильм на иностранном языке (награждён)

- Премия Ассоциации кинокритиков:
  - Лучший актёр (Хавьер Бардем, номинация)
  - Лучший фильм на иностранном языке (награждён)

- Cinema Writers Circle:
  - Лучший актёр (Хавьер Бардем, награждён)
  - Лучшая операторская работа (Хавьер Агирресаробе, награждён)
  - Лучший режиссёр (Алехандро Аменабар, номинация)
  - Лучший монтаж (Алехандро Аменабар, номинация)
  - Лучший фильм (номинация)
  - Лучший актёрский дебют (Белен Руэда, награждена)
  - Лучшая музыка к фильму (Алехандро Аменабар)
  - Лучший оригинальный сценарий (Алехандро Аменабар и Матео Хиль, номинация)
  - Лучший актёр второго плана (Сельсо Бугальо, номинация)
  - Лучшая актриса второго плана (Лола Дуэньяс, награждён)
  - Лучшая актриса второго плана (Мабель Ривера, номинация)

- Сезар:
  - Лучший иностранный фильм (номинация)

- Film Critics Circle of Australia:
  - Лучший фильм на иностранном языке (награждён)

- Independent Spirit Awards:
  - Лучший иностранный фильм (награждён)

- London Film Critics Circle:
  - Лучший фильм на иностранном языке (номинация)

- Национальный совет кинокритиков США:
  - Лучший фильм на иностранном языке (номинация)

- San Diego Film Critics Society:
  - Лучший фильм на иностранном языке (номинация)

- Premios Sant Jordi (Барселона):
  - Лучший фильм (Алехандро Аменабар, номинация)
  - Лучший испанский актёр (Хавьер Бардем, номинация)
  - Лучшая испанская актриса (Мабель Ривера, номинация)

- Satellite Awards:
  - Лучший актёр (кинодрама) (Хавьер Бардем, номинация)
  - Лучший иностранный фильм (награждён)

- Premios de la Música (Мадрид):
  - Лучшая музыка к фильму (Алехандро Аменабар, награждён)

- World Soundtrack Awards:
  - Лучший оригинальный саундтрек года (Алехандро Аменабар, номинация)